# Comuna Vîșneve, Pokrovske
Vîșneve (în ucraineană Вишневе) este o comună în raionul Pokrovske, regiunea Dnipropetrovsk, Ucraina, formată din satele Danîlivka, Iehorivka, Kîrpîcine, Novooleksandrivka, Perșotravneve, Prîvillea, Verbove și Vîșneve (reședința).

## Demografie
Componența lingvistică a satului Vîșneve
     Ucraineană (93,53%)
     Rusă (5,62%)
     Alte limbi (0,62%)
Conform recensământului din 2001, majoritatea populației satului Vîșneve era vorbitoare de ucraineană (93,53%), existând în minoritate și vorbitori de rusă (5,62%).